# Flugunfall einer Canadair CL-600 im Iran 2018
Der Flugunfall einer Canadair CL-600 im Iran 2018 ereignete sich am 11. März 2018. Dabei stürzte eine auf einem Flug vom Flughafen Schardscha zum Flughafen Istanbul-Atatürk befindliche Canadair CL-600-2B16 Challenger 604 nach einem Kontrollverlust im Zāgros-Gebirge zu Boden, wobei alle elf Insassen starben. Unter den Toten befand sich Mina Başaran, Tochter des Vorsitzenden der Başaran Yatırım Holding, Hüseyin Başaran.

## Maschine
Bei der betroffenen Maschine handelte es sich um eine Canadair CL-600-2B16 Challenger 604 mit der Werknummer 5494, die am 30. April 2001 mit dem Luftfahrzeugkennzeichen N494JC auf den Hersteller, Bombardier Aerospace, zugelassen wurde. Am 7. November wurde die Maschine mit dem Kennzeichen D-ANKE auf die deutsche Jet Connection Business Flight AG registriert, am 23. März 2009 mit dem Luftfahrzeugkennzeichen HB-JRN auf die Swiss Global Jet Management AG. Dieses Kennzeichen behielt die Maschine auch bei, als sie am 10. April 2010 auf die Nomad Aviation umgemeldet wurde. Am 23. Dezember 2010 übernahm die Western Gulf Assets Inc. die Challenger und betrieb sie seit dem mit dem Luftfahrzeugkennzeichen M-ALII. Die der Başaran Yatırım Holding zugehörige MC Aviation betrieb die Maschine seit dem 9. Juni 2012 mit dem Kennzeichen TC-TRB. Das zweistrahlige Geschäftsreiseflugzeug war mit zwei Mantelstromtriebwerken des Typs General Electric CF34-3B ausgestattet. Bis zum Zeitpunkt des Unfalls hatte die Maschine eine Gesamtbetriebsleistung von 7935 Stunden absolviert, auf die 3807 Starts und Landungen entfielen. 

## Insassen
Es befanden sich acht Passagierinnen an Bord, die sich auf der Rückreise von einem Junggesellinnenabschied in den Vereinigten Arabischen Emiraten befanden, darunter Mina Başaran, Tochter des Vorsitzenden der Başaran Yatırım Holding, Hüseyin Başaran. Es befand sich darüber hinaus eine dreiköpfige Besatzung an Bord der Maschine bestehend aus einer Flugkapitänin, einer Ersten Offizierin und einer Flugbegleiterin. Die 36-jährige Flugkapitänin verfügte über 4.880 Stunden Flugerfahrung, wovon 1.600 Stunden auf die Canadair CL-600 entfielen. Die 40-jährige Erste Offizierin verfügte über 1.132 Stunden Flugerfahrung, wovon sie 114 Stunden mit der Canadair CL-600 absolviert hatte.

## Unfallhergang
Die Maschine startete um 17:11 Uhr aus Schardscha. Etwa 15 Minuten später flog die Challenger in das Fluginformationsgebiet von Teheran ein und der Fluglotse in der Bezirkskontrollstelle von Teheran wies die Maschine an, entsprechend dem Flugplan auf Flugfläche 360 zu steigen. Um 14:32 Uhr erbat die Kapitänin aufgrund von auftretenden Vereisungsbedingungen eine Freigabe zum Steigflug auf Flugfläche 380, die daraufhin erteilt wurde. Bevor die Pilotinnen diese Höhe erreichten, begannen die Geschwindigkeitsanzeigen von Pilotin und Kopilotin um mehr als 10 Knoten abweichende Werte anzuzeigen. Während die Anzeige der Kapitänin eine Beschleunigung anzeigte, wies der Flugcomputer der Ersten Offizierin eine Verzögerung aus. Ein akustischer Warnton wies die Pilotinnen auf die Abweichung hin. Aufzeichnungen des Cockpit Voice Recorders wiesen später darauf hin, dass der Besatzung auf dem EICAS die Fehlermeldung EFIS COMP MON angezeigt worden war. Während sich die Maschine im Steigflug befand, fuhren die Pilotinnen den Schub in den Leerlauf zurück. Etwa 63 Sekunden später aktivierte sich das akustische klackernde Warnsignal, das vor einer zu hohen Fluggeschwindigkeit (einer Überschreitung von Mach M 0.85 auf den Anzeigen) warnte. Basierend auf dem Quick Reference Handbook (QRH) hätte die Flugkapitänin evaluieren müssen, welcher der angezeigten Werte realistisch ist, und dann den entsprechenden Air Data Computer (ADC) als Informationsquelle auswählen müssen. Die Kapitänin befolgte dieses Verfahren nicht und reduzierte, nachdem sie das Klackern gehört hatte, umgehend die Triebwerksleistung, um die angezeigte Fluggeschwindigkeit zu verringern. Die tatsächliche Fluggeschwindigkeit erreichte damit Strömungsabrisswerte. Die Erste Offizierin versuchte mehrfach die Checklisten für die angezeigte Warnung abzuarbeiten, wurde jedoch von der Flugkapitänin immer wieder davon abgehalten. Der Stick shaker und der Stick pusher aktivierten sich und warnten vor dem unmittelbar bevorstehenden Strömungsabriss. Die Flugkapitänin reagierte nicht adäquat, sondern zog weiter stark am Steuerhorn. Es kam zu einer Reihe von Nick- und Rollschwingungen, woraufhin die Maschine endgültig in einen Strömungsabriss geriet, während es in beiden Triebwerken zum Flammabriss kam. Ab diesem Zeitpunkt brachen auch die Aufzeichnungen des Flugdatenschreibers ab, da die elektrische Leitung nicht mehr von den Triebwerksgeneratoren mit Strom versorgt wurde. Der Cockpit Voice Recorder setzte, nachdem er im Notstrom-Batteriebetrieb war, seine Aufzeichnungen für weitere 80 Sekunden fort. Die Challenger stürzte schließlich unkontrolliert zu Boden. Stick Shaker, Stick Pusher und Stall Warning blieben bis zum Aufschlag in gebirgigem Gelände, bei dem alle 11 Insassinnen starben, aktiv.

## Ursache
Die Flugunfalluntersuchungsbehörde der Islamischen Republik Iran übernahm nach dem Absturz die Ermittlungen zur Unfallursache. Die Ermittler kamen zu dem Schluss, dass die Flugbesatzung unzureichend für den Umgang mit der Geschwindigkeitsfehlanzeige geschult war. Entlang der Flugroute über dem Iran hatten instabile Wetterbedingungen geherrscht, die mit mäßigen bis schweren Turbulenzen und Vereisungsbedingungen bis zu 45.000 Fuß einhergingen. Diese Bedingungen könnten dazu geführt haben, dass Eiskristalle die linke Staudrucksonde verstopft hatten. Es wurde berichtet, dass das Flugzeug bei staubigem Wetter drei Tage lang am Flughafen Schardscha geparkt war. Anfänglich seien hierbei die Pitotrohr-Abdeckungen nicht angebracht gewesen. Staubbildung im Pitotrohr wurde daher als plausible Ursache für die Fehlanzeigen angesehen.